# Rhododendron micromalayanum
Rhododendron micromalayanum är en ljungväxtart som beskrevs av Hermann Sleumer. Rhododendron micromalayanum ingår i släktet rododendron, och familjen ljungväxter. Inga underarter finns listade i Catalogue of Life.

## Bildgalleri

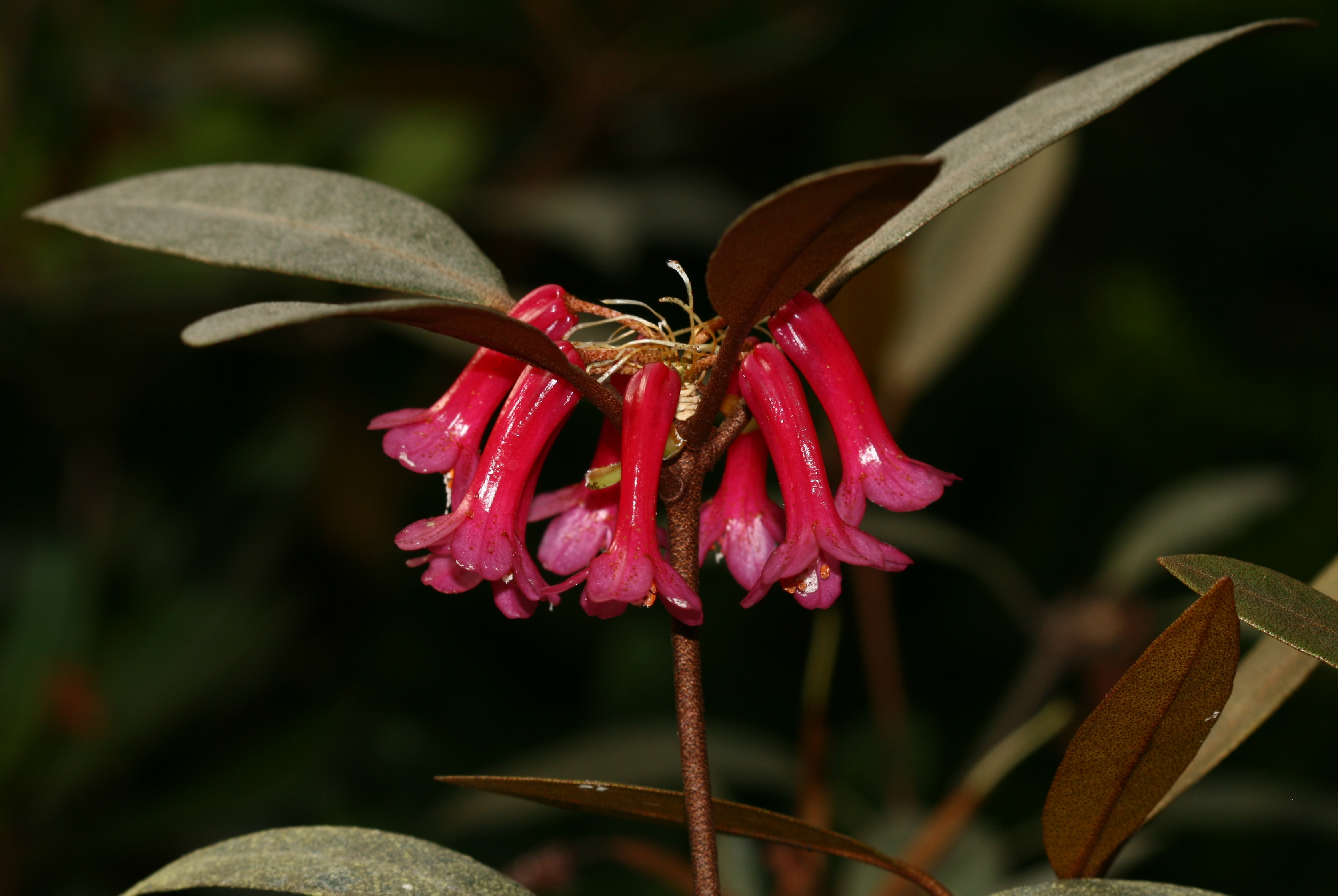